# Spirit Dreams Inside -Another Dream-
Spirit Dreams Inside -Another Dream- (スピリット ドリームズ インサイド アナザー ドリーム?) è il ventiduesimo singolo del gruppo musicale j-rock L'Arc~en~Ciel, pubblicato il 5 settembre 2001 ed utilizzato nella colonna sonora del film d'animazione Final Fantasy: The Spirits Within.
Spirit Dreams Inside -Another Dream- è la versione in lingua inglese del brano contenuto sul lato B del CD singolo Spirit Dreams Inside. Il singolo ha debuttato alla prima posizione della classifica dei singoli più venduti in Giappone Oricon, vendendo oltre 201,000 copie nella prima settimana di pubblicazione.

## Tracce
CD Single
1. Spirit Dreams Inside -Another Dream- - 3:43
2. Spirit Dreams Inside - 3:43